# Joint Aviation Requirements
JAR (ang. Joint Aviation Requirements) – europejskie przepisy lotnicze organizacji Joint Aviation Authorities.
| Lp. | Przepis       | Dotyczy                                                                           |
| --- | ------------- | --------------------------------------------------------------------------------- |
| 1.  | JAR - 21 P    | Procedury certyfikacji                                                            |
| 2.  | JAR - POA     | Zatwierdzanie Organizacji Produkującej                                            |
| 3.  | JAR - DOA     | Zatwierdzanie Organizacji Projektującej                                           |
| 4.  | JAR 22        | Szybowce i motoszybowce                                                           |
| 5.  | JAR - 23      | Samoloty kategorii normalnej, użytkowej, akrobacyjnej i transportu lokalnego.     |
| 6.  | JAR 26        | Dodatkowe przepisy zdatności do lotu dla użytkownika>                             |
| 7.  | JAR - 36      | Hałas lotniczy.                                                                   |
| 8.  | JAR - 66      | Personel Poświadczający Obsługę Techniczną.                                       |
| 9.  | JAR - 145 P   | Zatwierdzone organizacje obsługowe - Podręcznik                                   |
| 10. | JAR 147       | Zatwierdzone organizacje szkolenia personelu poświadczającego obsługę techniczną. |
| 11. | JAR - APU     | Pomocnicze zespoły napędowe.                                                      |
| 12. | JAR - AWO     | Loty w każdych warunkach meteorologicznych                                        |
| 13. | JAR - E       | Silniki.                                                                          |
| 14. | JAR - MMEL    | Wykaz wyposażenia minimalnego.                                                    |
| 15. | JAR - P       | Śmigła.                                                                           |
| 16. | JAR - STD 1 A | Samolotowe symulatory lotu.                                                       |
| 17. | JAR - STD 2A  | Samolotowe urządzenia do szkolenia lotniczego.                                    |
| 18. | JAR - STD 3 A | Urządzenia do szkolenia w locie i procedurach nawigacyjnych.                      |
| 19. | JAR - TSO     | Normy techniczne.                                                                 |
| 20. | JAR - FCL     | Licencjonowanie personelu lotniczego.                                             |